# Lord Maderty

Wappen der Lords Maderty

Lord Maderty ist ein erblicher britischer Adelstitel in der Peerage of Scotland. Der Titel ist nach dem Ort Madderty bei Perth in Perth and Kinross benannt.

## Verleihung und Geschichte des Titels
Der Titel wurde am 31. Januar 1609 für James Drummond geschaffen. Er war der zweite Sohn des David Drummond, 2. Lord Drummond, aus dem Clan Drummond.
Beim Tod seines Enkels, des 3. Lords, 1692 fiel der Titel an dessen Neffen, der 1688 bereits von seinem Vater die diesem 1686 verliehenen Titel Viscount of Strathallan und Lord Drummond of Cromlix geerbt. Der Lordtitel ist seither dem Viscounttitel nachgeordnet.
Der 4. Viscount beteiligte sich, ebenso wie sein Sohn, der spätere 5. Viscount, am Jakobitenaufstand von 1745. Mit Parlamentsbeschluss vom 18. April 1746 wurden beide geächtet (Bill of Attainder), unter der Bedingung, dass sie sich nicht bis zum 12. Juli 1746 ergeben würden. Für den 4. Viscount kam diese Frist zu spät, da er bereits am 16. April 1746 in der Schlacht von Culloden gefallen war. Sein Sohn floh nach der Schlacht nach Frankreich und verlor damit mit Wirkung ab dem 18. April 1746 seine Titel und Ländereien.
Der jüngere Sohn seines Bruders, James Drummond, erwirkte schließlich am 17. Juni 1824, dass ihm die Titel durch Act of Parliament als 6. Viscount of Strathallan und 8. Lord Maderty wiederhergestellt wurden. Teils wird der Rechtsakt auch als rückwirkende Aufhebung der Ächtung verstanden und James Drummond entsprechend als 8. Viscount und 10. Lord gezählt.
Sein Urenkel, der 9. Viscount, erbte 1902 beim Tod seines entfernten Verwandten George Drummond, 5. Earl of Perth auch dessen Titel als 6. Earl of Perth und 9. Lord Drummond (of Cargill). Die Titel sind seither dem Earldom of Perth nachgeordnet. Heutiger Titelinhaber ist seit 2002 sein Großneffe John Drummond, 9. Earl of Perth als 14. Lord Maderty.

## Liste der Lords Maderty (1609)
- James Drummond, 1. Lord Maderty († 1623)
- John Drummond, 2. Lord Maderty († 1647)
- David Drummond, 3. Lord Maderty († 1692)
- William Drummond, 2. Viscount of Strathallan, 4. Lord Maderty (1670–1702)
- William Drummond, 3. Viscount of Strathallan, 5. Lord Maderty (1694–1711)
- William Drummond, 4. Viscount of Strathallan, 6. Lord Maderty († 1746)
- James Drummond, 5. Viscount of Strathallan, 7. Lord Maderty (1722–1765) (Titel verwirkt 1746)
  - James Drummond (um 1752–1775)
  - Andrew Drummond (1758–1814)
- James Drummond, 6. Viscount of Strathallan, 8. Lord Maderty (1767–1851) (Titel wiederhergestellt 1824)
- William Drummond, 7. Viscount of Strathallan, 9. Lord Maderty (1810–1886)
- James Drummond, 8. Viscount of Strathallan, 10. Lord Maderty (1839–1893)
- William Drummond, 6. Earl of Perth, 11. Lord Maderty (1871–1937)
- Eric Drummond, 7. Earl of Perth, 12. Lord Maderty (1876–1951)
- John Drummond, 8. Earl of Perth, 13. Lord Maderty (1907–2002)
- John Drummond, 9. Earl of Perth, 14. Lord Maderty (* 1935)

Titelerbe (Heir apparent) ist der Sohn des aktuellen Titelinhabers, James Drummond, Viscount Strathallan (* 1965).